# Основне відхилення

Ряди основних відхилів за ДСТУ ISO 286-1-2002

Основни́й ві́дхил (Основне́ відхи́лення) (англ. fundamental deviation)  — один з двох граничних відхилів (верхній або нижній) поля допуску на розмір, найближчий до нульової лінії.
- Верхній відхил ES, es — алгебрична різниця між найбільшим граничним і відповідним номінальним розмірами[3].
- Нижній відхил EI, ei — алгебрична різниця між найменшим граничним і відповідним номінальним розмірами[3].
- Нульова лінія — лінія, що відповідає номінальному розміру, від якої відкладаються відхилення розмірів у разі графічного зображення полів допусків та посадок. Якщо нульова лінія розташована горизонтально, то додатні відхили відкладаються вгору від неї, а від'ємні — вниз[3]

## Принципи утворення основних відхилів
У системі допусків і посадок для утворення полів допусків для кожного інтервалу номінальних розмірів встановлені ряди допусків з 20 квалітетів і по 28 основних відхилах полів допусків валів та отворів. Позначають основні відхили однієї або двома буквами латинського алфавіту — великими (A, B, C, CD, D ... ZC) для отворів і малими (a, b, c, cd, d ... zc) для валів.
Основні відхили валів, які залежать від номінальних розмірів, залишаються сталими для всіх квалітетів, за винятком основних відхилів отворів J, К, М, N і валів j і k, які мають, при однакових номінальних розмірах, в різних квалітетах різні значення. У зв'язку з цим поля допусків з відхилами J, K, M, N, j, k розділені на частини і показані ступінчастими. За винятком JS і js, розташованих симетрично відносно нульової лінії, всі інші поля допусків обмежені горизонтальними лініями тільки з одного боку: з нижнього, в разі якщо поле допуску розташоване вище нульової лінії, або з верхнього при його розташуванні нижче нульової лінії. Це пов'язано з тим, що при одному і тому ж номінальному розмірі для всіх квалітетів допуск має різні значення, а основні відхили не змінюються.

## Поле допуску
Поле допуску позначається поєднанням букви (букв) основного відхилу і порядкового номера квалітету. 
Наприклад: g6, js7, H7, Н11.
Позначення поля вказується після номінального розміру елементу. 
Наприклад: 40g6, 40Н7, 40Н11.
В обґрунтованих випадках допускається позначати поле допуску з основним відхилом Н символом «+IT», з основним відхилом h — символом «—IT», з відхилами js' чи JS — символом «±IT/2».
Наприклад: +IT14, —IT14, ±IT14/2.
В єдиній системі допусків і посадок введено поняття основного отвору і основного вала.

### Основний отвір
Основний отвір — отвір, нижній відхил якого дорівнює нулю, тобто EI = 0 і позначається H.
У розмірів валів під посадки з зазором основним відхилом є верхній (es), позначається буквами a, b, c, d, e, f, g. Відхили валів під перехідні посадки позначаються буквами k, m, n.  Крім того в перехідних посадках є симетричне поле допуску is. Цей відхил може застосовуватися не тільки в посадках, але і в тому випадку якщо хочуть отримати розмір найближчий до номінального. У розмірів валів під посадки з натягом основні відхили є нижніми і позначаються буквами p, r, s, t, u, x, z.

### Основний вал
Основний вал — вал, верхній відхил якого дорівнює нулю, тобто es = 0 і позначається h.
Аналогічно системі отвору відхили отворів під посадки з зазором позначаються великими літерами A, B, C, D, E, F, G. Основним відхилом є нижнє. Основні відхили отворів в перехідних посадках позначається буквами K, M, N. Є симетричне поле допуску IS. Основні відхили отворів під посадки натягом позначаються буквами P, R, S, T, U, X, Z. Основний відхил верхній.
Другий граничний відхил обмежує поле допуску з іншого боку і визначається допуском квалітету. Додаючи до основного відхилу величину допуску, отримують другий відхил.